# Akademické mistrovství světa v rychlobruslení 2012
Akademické mistrovství světa v rychlobruslení 2012 se konalo 17.–21. prosince 2012 na otevřené rychlobruslařské dráze Tor Cos v polském Zakopanem. Jednalo se o 1. akademické mistrovství světa v rychlobruslení.
Českou výpravu tvořili Zdeněk Haselberger, Pavel Kulma (oba 1 500 m, 5 000 m, 10 000 m) a Martina Sáblíková (1 500 m, 3 000 m, 5 000 m).
| Program                   | Program                                | Program                                 | Program               |
| ------------------------- | -------------------------------------- | --------------------------------------- | --------------------- |
| 18. prosince              | 19. prosince                           | 20. prosince                            | 21. prosince          |
| 1 500 m muži 3 000 m ženy | 1 000 m muži 5 000 m muži 1 500 m ženy | 10 000 m muži 1 000 m ženy 5 000 m ženy | 500 m muži 500 m ženy |

## Muži

### 500 metrů
Závodu se zúčastnilo 16 závodníků.
| Pořadí           | Jméno                | Země      | Čas 1      | Čas 2      | Celkový čas |
| ---------------- | -------------------- | --------- | ---------- | ---------- | ----------- |
| Zlatá medaile    | Artur Nogal          | Polsko    | 36,76 (1.) | 36,73 (1.) | 73,490      |
| Stříbrná medaile | Maciej Biega         | Polsko    | 36,81 (2.) | 36,77 (2.) | 73,580      |
| Bronzová medaile | Even Johansen        | Norsko    | 37,13 (4.) | 36,83 (3.) | 73,960      |
| 4.               | David Bosa           | Itálie    | 37,20 (5.) | 36,95 (4.) | 74,150      |
| 5.               | Jevgenij Kazimirenko | Bělorusko | 37,02 (3.) | 37,15 (5.) | 74,170      |

### 1 000 metrů
Závodu se zúčastnilo 18 závodníků.
| Pořadí           | Jméno         | Země   | Čas     |
| ---------------- | ------------- | ------ | ------- |
| Zlatá medaile    | Jan Szymański | Polsko | 1:12,78 |
| Stříbrná medaile | Even Johansen | Norsko | 1:12,79 |
| Bronzová medaile | Espen Tveit   | Norsko | 1:13,37 |
| 4.               | Maciej Biega  | Polsko | 1:13,58 |
| 5.               | Artur Nogal   | Polsko | 1:14,02 |

### 1 500 metrů
Závodu se zúčastnilo 19 závodníků.
| Pořadí           | Jméno              | Země       | Čas     |
| ---------------- | ------------------ | ---------- | ------- |
| Zlatá medaile    | Jan Szymański      | Polsko     | 1:50,25 |
| Stříbrná medaile | Espen Tveit        | Norsko     | 1:52,66 |
| Bronzová medaile | Maxim Baklaškin    | Kazachstán | 1:53,44 |
| 4.               | Martin Bjertnes    | Norsko     | 1:54,08 |
| 5.               | Piotr Puskarski    | Polsko     | 1:54,24 |
|                  |                    |            |         |
| 10.              | Pavel Kulma        | Česko      | 1:56,70 |
| 13.              | Zdeněk Haselberger | Česko      | 1:57,11 |

### 5 000 metrů
Závodu se zúčastnilo 14 závodníků.
| Pořadí           | Jméno              | Země       | Čas     |
| ---------------- | ------------------ | ---------- | ------- |
| Zlatá medaile    | Jan Szymański      | Polsko     | 6:58,49 |
| Stříbrná medaile | Martin Bjertnes    | Norsko     | 7:04,59 |
| Bronzová medaile | Zdeněk Haselberger | Česko      | 7:05,60 |
| 4.               | Pavel Kulma        | Česko      | 7:11,67 |
| 5.               | Nikita Stavcev     | Kazachstán | 7:11,97 |

### 10 000 metrů
Závodu se zúčastnilo 11 závodníků.
| Pořadí           | Jméno                  | Země   | Čas     |
| ---------------- | ---------------------- | ------ | ------- |
| Zlatá medaile    | Martin Bjertnes        | Norsko | 14:20,5 |
| Stříbrná medaile | Sebastian Druszkiewicz | Polsko | 14:32,9 |
| Bronzová medaile | Pavel Kulma            | Česko  | 14:36,2 |
| 4.               | Piotr Głowacki         | Polsko | 14:40,8 |
| 5.               | Zdeněk Haselberger     | Česko  | 14:49,4 |

## Ženy

### 500 metrů
Závodu se zúčastnilo 13 závodnic.
| Pořadí           | Jméno               | Země      | Čas 1      | Čas 2      | Celkový čas |
| ---------------- | ------------------- | --------- | ---------- | ---------- | ----------- |
| Zlatá medaile    | Xenia Sadovská      | Bělorusko | 41,31 (1.) | 41,08 (1.) | 82,390      |
| Stříbrná medaile | Luiza Złotkowská    | Polsko    | 41,42 (2.) | 41,08 (2.) | 82,500      |
| Bronzová medaile | Rikke Jeppssonová   | Norsko    | 42,45 (3.) | 41,91 (3.) | 84,360      |
| 4.               | Saana Hyttinenová   | Finsko    | 42,90 (4.) | 42,62 (4.) | 85,520      |
| 5.               | Aleksandra Dębowská | Polsko    | 43,29 (5.) | 43,17 (6.) | 86,460      |

### 1 000 metrů
Závodu se zúčastnilo 15 závodnic.
| Pořadí           | Jméno               | Země       | Čas     |
| ---------------- | ------------------- | ---------- | ------- |
| Zlatá medaile    | Natalia Czerwonková | Polsko     | 1:20,45 |
| Stříbrná medaile | Luiza Złotkowská    | Polsko     | 1:20,64 |
| Bronzová medaile | Taťjana Sokirková   | Kazachstán | 1:23,05 |
| 4.               | Xenia Sadovská      | Bělorusko  | 1:24,65 |
| 5.               | Aleksandra Dębowská | Polsko     | 1:25,60 |

### 1 500 metrů
Závodu se zúčastnilo 16 závodnic.
| Pořadí           | Jméno                | Země       | Čas     |
| ---------------- | -------------------- | ---------- | ------- |
| Zlatá medaile    | Martina Sáblíková    | Česko      | 2:03,20 |
| Stříbrná medaile | Natalia Czerwonková  | Polsko     | 2:04,66 |
| Bronzová medaile | Katarzyna Woźniaková | Polsko     | 2:09,20 |
| 4.               | Taťjana Sokirková    | Kazachstán | 2:09,36 |
| 5.               | Jelena Urvancevová   | Kazachstán | 2:10,50 |

### 3 000 metrů
Závodu se zúčastnilo 12 závodnic.
| Pořadí           | Jméno                    | Země       | Čas     |
| ---------------- | ------------------------ | ---------- | ------- |
| Zlatá medaile    | Martina Sáblíková        | Česko      | 4:09,22 |
| Stříbrná medaile | Luiza Złotkowská         | Polsko     | 4:24,24 |
| Bronzová medaile | Marit Fjellanger Bøhmová | Norsko     | 4:30,24 |
| 4.               | Katarzyna Woźniaková     | Polsko     | 4:30,80 |
| 5.               | Jelena Urvancevová       | Kazachstán | 4:31,17 |

### 5 000 metrů
Závodu se zúčastnilo 8 závodnic.
| Pořadí           | Jméno                    | Země       | Čas     |
| ---------------- | ------------------------ | ---------- | ------- |
| Zlatá medaile    | Martina Sáblíková        | Česko      | 7:09,98 |
| Stříbrná medaile | Camilla Farestveitová    | Norsko     | 7:49,16 |
| Bronzová medaile | Jelena Urvancevová       | Kazachstán | 7:49,42 |
| 4.               | Angelika Fudalejová      | Polsko     | 7:52,79 |
| 5.               | Marit Fjellanger Bøhmová | Norsko     | 7:53,88 |

## Medailové pořadí zemí
| Pořadí | Země       | Zlato | Stříbro | Bronz | Celkem |
| ------ | ---------- | ----- | ------- | ----- | ------ |
| 1.     | Polsko     | 5     | 6       | 1     | 12     |
| 2.     | Česko      | 3     | 0       | 2     | 5      |
| 3.     | Norsko     | 1     | 4       | 4     | 9      |
| 4.     | Bělorusko  | 1     | 0       | 0     | 1      |
| 5.     | Kazachstán | 0     | 0       | 3     | 3      |